# Johannes Kolf
Johannes Kolf, Jodocus, (Westmaas, 6 november 1915 - Leeuwarden, 29 januari 1945) was een Nederlandse verzetsstrijder in de Tweede Wereldoorlog.
Tijdens de oorlog werkte hij bij de politie in de stad Utrecht, tot 1943 toen hij niet langer de Duitse bezetter kon verdragen en onderdook. Hij kwam na vele omzwervingen in Friesland terecht waar hij met een aantal andere verzetsstrijders een overval pleegde op het Huis van Bewaring in Leeuwarden.
Hij werd bij toeval ontdekt bij een controle van de Sicherheitsdienst na een melding over een illegaal radiotoestel in de woning waar hij ondergedoken zat. Hij probeerde nog te vluchten maar werd dodelijk getroffen door een kogel van de SD. Hij werd slechts 29 jaar oud.
Meer dan zestig jaar later, in 2006, schreven zijn neven Bert en Ruud in 't Veld uit Klaaswaal een boek over hun oom. Verder is er in Klaaswaal de stichting 'Johannes Kolf, De Verzetsstrijder Jodocus' opgericht.